# Yasutoshi Miura
Yasutoshi Miura (japonès: 三浦泰年)  (Shizuoka, 15 de juliol de 1965) és un exfutbolista japonès.

## Biografia
Miura va néixer a Shizuoka el 15 de juliol de 1965. Després de graduar-se a Shizuoka Gakuen High School, a través del club brasiler Santos, es va incorporar a Yomiuri (més tard Tokyo Verdy) el 1986.
L'octubre de 1993, Miura va ser seleccionat per la selecció japonesa. El 4 d'octubre de 1993, va debutar amb la selecció del Japó contra Costa d'Ivori. Va jugar com a lateral esquerre en nom del jugador habitual Satoshi Tsunami no va poder jugar per lesió. Miura també va jugar a la classificació per al Mundial de 1994. Va jugar 3 partits amb el Japó el 1993.